# Интегральные преобразования
Одним из наиболее мощных средств решения дифференциальных уравнений, как обыкновенных, так, особенно, в частных производных, является метод интегральных преобразований. Преобразования Фурье, Лапласа, Ганкеля и другие применяются для решения задач теории упругости, теплопроводности, электродинамики и других разделов математической физики. Использование интегральных преобразований позволяет свести дифференциальное, интегральное или интегро-дифференциальное уравнение к алгебраическому, а также, в случае дифференциального уравнения в частных производных, уменьшить размерность.
Интегральные преобразования задаются формулой
{\displaystyle Tf(u)=\int \limits _{S}K(t,u)\,f(t)\,dt},
где функции {\displaystyle f,Tf} называются оригиналом и изображением соответственно, и являются элементами некоторого функционального пространства {\displaystyle L}, при этом функция {\displaystyle K} называется ядром интегрального преобразования.
Большинство интегральных преобразований являются обратимыми, то есть по известному изображению можно восстановить оригинал, зачастую также интегральным преобразованием:
{\displaystyle f(t)=\int \limits _{S'}K^{-1}(u,t)\,(Tf(u))\,du.}
Хотя свойства интегральных преобразований достаточно обширны, у них довольно много общего. Например, каждое интегральное преобразование является линейным оператором.

## Таблица преобразований (одномерный случай)
Если интегральное преобразование и его обращение заданы формулами
{\displaystyle Tf(u)=\int \limits _{t_{1}}^{t_{2}}K(t,u)\,f(t)\,dt},
{\displaystyle f(t)=\int \limits _{u_{1}}^{u_{2}}K^{-1}(u,t)\,(Tf(u))\,du},
то:
| Преобразование                      | Обозначение                        | {\displaystyle K}                                              | t1                       | t2                      | {\displaystyle K^{-1}}                                                     | u1                             | u2                             |
| ----------------------------------- | ---------------------------------- | -------------------------------------------------------------- | ------------------------ | ----------------------- | -------------------------------------------------------------------------- | ------------------------------ | ------------------------------ |
| Преобразование Фурье                | {\displaystyle {\mathcal {F}}}     | {\displaystyle {\frac {e^{-iut}}{\sqrt {2\pi }}}}              | {\displaystyle -\infty } | {\displaystyle \infty } | {\displaystyle {\frac {e^{+iut}}{\sqrt {2\pi }}}}                          | {\displaystyle -\infty }       | {\displaystyle \infty }        |
| Синус-преобразование Фурье          | {\displaystyle {\mathcal {F}}_{s}} | {\displaystyle {\frac {{\sqrt {2}}\sin {(ut)}}{\sqrt {\pi }}}} | {\displaystyle 0}        | {\displaystyle \infty } | {\displaystyle {\frac {{\sqrt {2}}\sin {(ut)}}{\sqrt {\pi }}}}             | {\displaystyle 0}              | {\displaystyle \infty }        |
| Косинус-преобразование Фурье        | {\displaystyle {\mathcal {F}}_{c}} | {\displaystyle {\frac {{\sqrt {2}}\cos {(ut)}}{\sqrt {\pi }}}} | {\displaystyle 0}        | {\displaystyle \infty } | {\displaystyle {\frac {{\sqrt {2}}\cos {(ut)}}{\sqrt {\pi }}}}             | {\displaystyle 0}              | {\displaystyle \infty }        |
| Преобразование Хартли               | {\displaystyle {\mathcal {H}}}     | {\displaystyle {\frac {\cos(ut)+\sin(ut)}{\sqrt {2\pi }}}}     | {\displaystyle -\infty } | {\displaystyle \infty } | {\displaystyle {\frac {\cos(ut)+\sin(ut)}{\sqrt {2\pi }}}}                 | {\displaystyle -\infty }       | {\displaystyle \infty }        |
| Преобразование Меллина              | {\displaystyle {\mathcal {M}}}     | {\displaystyle t^{u-1}}                                        | {\displaystyle 0}        | {\displaystyle \infty } | {\displaystyle {\frac {t^{-u}}{2\pi i}}}                                   | {\displaystyle c\!-\!i\infty } | {\displaystyle c\!+\!i\infty } |
| Двустороннее преобразование Лапласа | {\displaystyle {\mathcal {B}}}     | {\displaystyle e^{-ut}}                                        | {\displaystyle -\infty } | {\displaystyle \infty } | {\displaystyle {\frac {e^{+ut}}{2\pi i}}}                                  | {\displaystyle c\!-\!i\infty } | {\displaystyle c\!+\!i\infty } |
| Преобразование Лапласа              | {\displaystyle {\mathcal {L}}}     | {\displaystyle e^{-ut}}                                        | {\displaystyle 0}        | {\displaystyle \infty } | {\displaystyle {\frac {e^{+ut}}{2\pi i}}}                                  | {\displaystyle c\!-\!i\infty } | {\displaystyle c\!+\!i\infty } |
| Преобразование Вейерштрасса         | {\displaystyle {\mathcal {W}}}     | {\displaystyle {\frac {e^{-(u-t)^{2}/4}}{\sqrt {4\pi }}}}      | {\displaystyle -\infty } | {\displaystyle \infty } | {\displaystyle {\frac {e^{+(u-t)^{2}/4}}{i{\sqrt {4\pi }}}}}               | {\displaystyle c\!-\!i\infty } | {\displaystyle c\!+\!i\infty } |
| Преобразование Ханкеля              |                                    | {\displaystyle t\,J_{\nu }(ut)}                                | {\displaystyle 0}        | {\displaystyle \infty } | {\displaystyle u\,J_{\nu }(ut)}                                            | {\displaystyle 0}              | {\displaystyle \infty }        |
| Интегральное преобразование Абеля   |                                    | {\displaystyle {\frac {2t}{\sqrt {t^{2}-u^{2}}}}}              | {\displaystyle u}        | {\displaystyle \infty } | {\displaystyle {\frac {-1}{\pi {\sqrt {u^{2}\!-\!t^{2}}}}}{\frac {d}{du}}} | {\displaystyle t}              | {\displaystyle \infty }        |
| Преобразование Гильберта            | {\displaystyle {\mathcal {H}}il}   | {\displaystyle {\frac {1}{\pi }}{\frac {1}{u-t}}}              | {\displaystyle -\infty } | {\displaystyle \infty } | {\displaystyle -{\frac {1}{\pi }}{\frac {1}{u-t}}}                         | {\displaystyle -\infty }       | {\displaystyle \infty }        |
| Ядро Пуассона                       |                                    | {\displaystyle {\frac {1-r^{2}}{1-2r\cos \theta +r^{2}}}}      | {\displaystyle 0}        | {\displaystyle 2\pi }   |                                                                            |                                |                                |
| Идентичное преобразование           |                                    | {\displaystyle \delta (u-t)}                                   | {\displaystyle t_{1}<u}  | {\displaystyle t_{2}>u} | {\displaystyle \delta (t-u)}                                               | {\displaystyle u_{1}\!<\!t}    | {\displaystyle u_{2}\!>\!t}    |

## Список интегральных преобразований
- Интегральное преобразование Абеля
- Преобразования Бесселя
- Преобразование Бушмана
- Преобразование Бэйтмена
- Преобразование Вейерштрасса
- Преобразование Ханкеля
- Преобразование Гегенбауэра
- Преобразование Гильберта
- Преобразование Конторовича — Лебедева
- Одностороннее преобразование Лапласа
- Двустороннее преобразование Лапласа
- Преобразование Мейера
- Преобразование Мелера — Фока
- Преобразование Меллина
- Преобразование Нерейна
- Преобразование Радона
- Преобразование Стилтьеса
- Преобразование Фурье
- Преобразование Хартли
- Преобразование Лагерра
- S-преобразование